# Andrei Walerjewitsch Posnow
Andrei Walerjewitsch Posnow (russisch Андрей Валерьевич Поснов; * 19. November 1981 in Workuta, Russische SFSR) ist ein russischer Eishockeyspieler, der zuletzt bei Juschni Ural Orsk  in der Wysschaja Hockey-Liga unter Vertrag stand.    

## Karriere

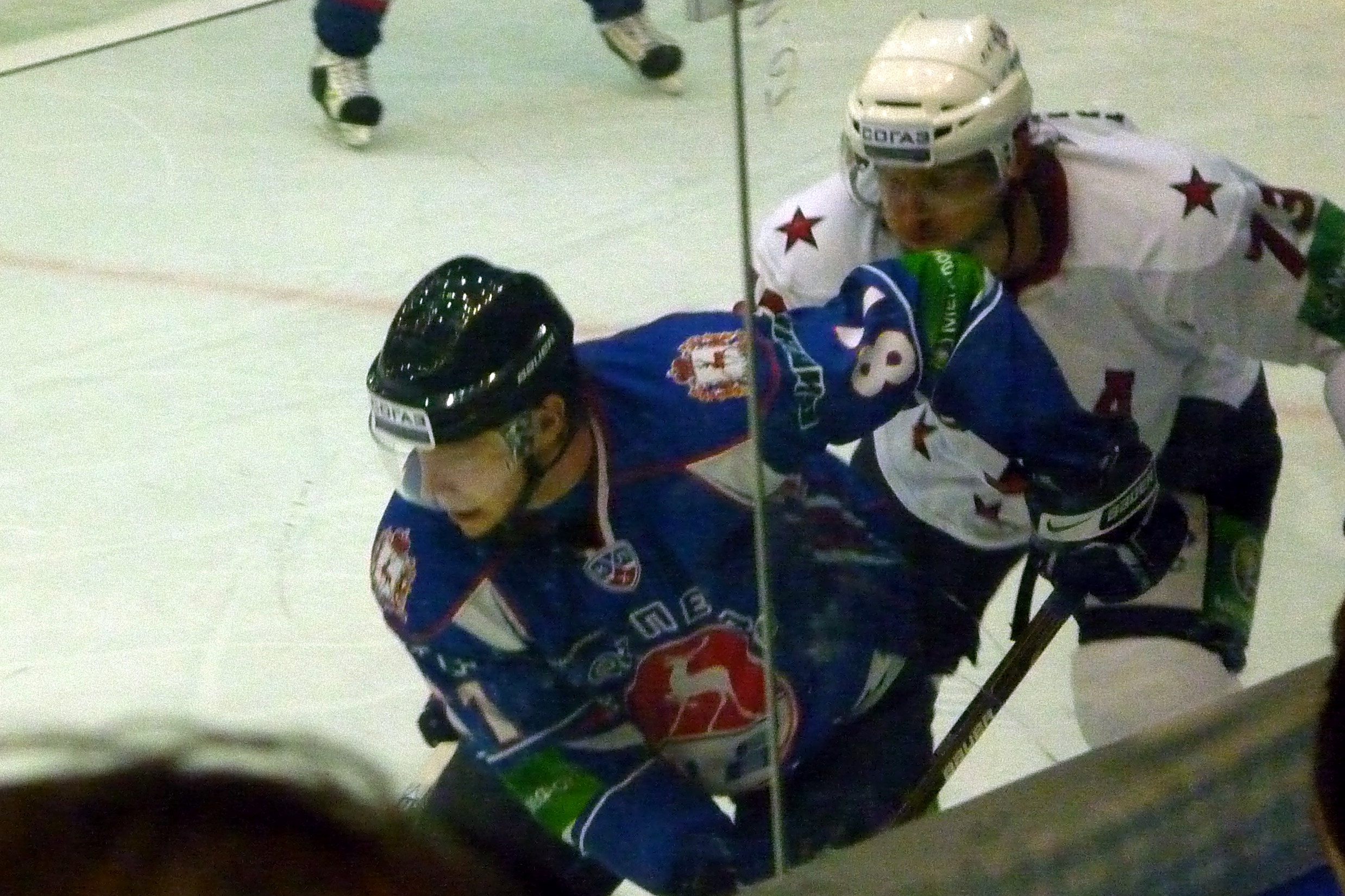
Andrei Posnow (vorne) gegen SKA Sankt Petersburg

Andrei Posnow begann seine Karriere als Eishockeyspieler in der Nachwuchsabteilung des HK Spartak Moskau, für dessen zweite Mannschaft er in der Saison 1998/99 in der drittklassigen Perwaja Liga aktiv war. Anschließend wechselte der Flügelspieler in Nachwuchsabteilung des Stadtnachbarn Krylja Sowetow Moskau, bei dem er zunächst ebenfalls in der zweiten Mannschaft in der Perwaja Liga eingesetzt wurde. In der Saison 2000/01 gab er sein Debüt für Krylja Sowetows Profimannschaft in der Wysschaja Liga, der zweiten russischen Spielklasse, und stieg mit seinem Team auf Anhieb in die Superliga auf. In dieser erzielte er in seinem Rookiejahr, der Saison 2001/02, in 49 Spielen 17 Scorerpunkte, davon zwölf Tore. 
Zur Saison 2002/03 kehrte Posnow zum HK Spartak Moskau zurück, musste mit seiner Mannschaft jedoch anschließend den Abstieg in die Wysschaja Liga hinnehmen. In der folgenden Spielzeit gelang ihm mit seiner Mannschaft der direkte Wiederaufstieg in die Superliga, er schloss sich jedoch dem Superliga-Teilnehmer Neftechimik Nischnekamsk an. Gegen Ende der Saison 2005/06 wechselte der Russe innerhalb der höchsten russischen Spielklasse zum SKA Sankt Petersburg. Von 2007 bis 2009 spielte er für den HK Sibir Nowosibirsk – zunächst in der Superliga und in der Saison 2008/09 in der neu gegründeten Kontinentalen Hockey-Liga. 
Die Saison 2009/10 verbrachte Posnow bei Atlant Mytischtschi. Für die folgende Spielzeit wurde er von dessen KHL-Ligarivalen Torpedo Nischni Nowgorod verpflichtet, ehe er im Sommer 2011 zu Witjas Tschechow wechselte.

## Erfolge und Auszeichnungen
- 2001 Aufstieg in die Superliga mit Krylja Sowetow Moskau
- 2004 Aufstieg in die Superliga mit dem HK Spartak Moskau

## KHL-Statistik
(Stand: Ende der Saison 2012/13)